# Olivarella
Olivarella is een plaats (frazione) in de Italiaanse gemeente San Filippo del Mela.